# Мортон, Десмонд
Десмонд Диллон Пол Мортон (англ. Desmond Dillon Paul Morton; 10 сентября 1937, Калгари — 4 сентября 2019, Монреаль) — канадский историк. Автор более чем 40 книг, включая многократно переиздававшуюся «Краткую историю Канады», директор Эриндейл-колледжа (ныне Торонтский университет в Миссиссоге) в 1986—1994 годах. Член Королевского общества Канады с 1985 года, офицер ордена Канады (1996).

## Биография
Десмонд Мортон родился в 1937 году в Калгари в семье Рональда Эдварда Альфреда Мортона — кадрового военного, в будущем бригадного генерала, командира танкового полка и Командования прерий армии Канады. В связи с частыми сменами места службы отца Десмонд в детстве тоже жил и учился в разных городах. В годы Второй мировой войны, когда Мортон-старший воевал в Европе, Десмонд с матерью и сестрой жил в Нью-Брансуике у родителей матери. По окончании войны семья перебралась сначала в Барри (Онтарио), затем в Реджайну, а в 1949 году — в Виннипег. Там Десмонда отдали в частную мужскую школу, где он записался в школьный кадетский корпус. Последние классы средней школы Мортон проходил уже в Кингстоне, где присоединился к армейскому резерву.
Во время Корейской войны Рональд Мортон был направлен в Токио военным атташе и командующим Дальневосточным военным представительством Канады. В Японии Десмонд наконец окончил среднюю школу. В дни школьных каникул он работал в административном отделе канадской армии и по возвращении в Канаду поступил в Королевский военный колледж Сен-Жана. Отучившись три года в Квебеке, Мортон продолжил высшее военное образование в Королевском военном колледже Канады в Кингстоне и в 1959 году получил первую академическую степень.
На военной службе Мортон оставался 10 лет — до 1964 года, уволившись в запас в звании капитана. По ходу службы он занимался обучением кадетов на офицерских курсах, а позже работал в историческом отделе армии. Впоследствии произведён в почётные полковники 8-го авиакрыла ВВС Канады и удостоен Знака отличия Канадских Вооружённых сил. В Кингстоне начал проявлять интерес к политике и по предложению члена Законодательного собрания Онтарио от НДП Стивена Льюиса занял пост помощника секретаря провинциального отделения этой партии. В рамках партийной работы Мортон занимался привлечением новых членов и сбором пожертвований и оставался на партийной должности с 1964 по 1968 год.
Магистерскую степень Мортон получил в 1966 году в Оксфордском университете, где учился два года как родсовский стипендиат, а два года спустя защитил докторскую диссертацию в Лондонском университете (Лондонская школа экономики). В 1970 году эта диссертация легла в основу его первой монографии — «Министры и генералы» (англ. Ministers and Generals), — посвящённой британским офицерам, командовавшим Канадской милицией.
В 1967 году женился на Дженет Смит. Преподавательскую деятельность в гражданских вузах начал в 1968 году в Оттавском университете. С 1969 года преподавал историю в Эриндейл-колледже, аффилированном с Торонтским университетом. Параллельно с преподаванием продолжал участие в политической жизни, в частности участвуя в двух первых избирательных кампаниях мэра Миссиссоги Хейзел Маккаллион. Мортон проявил себя как плодовитый автор в различных областях истории, хотя основной сферой его интереса оставалась военная история. В начале 1980-х годов к Мортону обратился издатель из Альберты Мел Хартиг, предложивший ему написать книгу по истории Канады, которая была бы «достаточно короткой, чтобы читатель, купивший её в аэропорту Эдмонтона, мог её закончить до посадки в Торонто». Результатом стала «Краткая история Канады», впервые опубликованная в 1983 году и к 2017 году выдержавшая шесть переизданий, входивших в списки бестселлеров. Эта и другие книги и публикации Мортона способствовали оживлению интереса к истории в канадском обществе в 1980-е годы. В общей сложности им было выпущено свыше 40 книг. В 1985 году Мортон стал членом Королевского общества Канады.
Помимо преподавания и исследовательской работы, Мортон занимался также административной деятельностью. Он занимал должность заместителя директора по гуманитарным наукам, а в 1986 году занял пост директора. Поскольку его жена из-за осложнений диабета к этому времени могла передвигаться только в инвалидной коляске, Мортон не стал переезжать в директорский офис, оставшись в доме в Стритсвилле (ныне часть Миссиссоги), приспособленном для нужд Дженет. В годы его пребывания на директорском посту в Эриндейл-колледже было построено новое здание факультета общественных наук, получившее название «Канефф-Центр» в честь пожертвовавшего деньги на строительство Игната Канева, иммигранта из Болгарии. Кроме того, были запущены две новые учебные программы в сотрудничестве с политехническим Шеридан-колледжем.
Дженет Мортон скончалась в 1990 году, а в 1993 году к Десмонду Мортону обратилось руководство Университета Макгилла (Монреаль) с предложением о создании на базе университета Института канадских исследований. Мортон стал первым директором этого института и с 1998 по 2006 год преподавал историю в Университете Макгилла. После выхода на пенсию он продолжал сотрудничать с университетом как профессор-эмерит. В Монреале он познакомился с Гаэль Икин, в 1999 году ставшей его второй женой.
В 1996 году Десмонд Мортон был произведён в офицеры ордена Канады за заслуги в области исторических исследований и популяризации истории в канадском обществе. В 2010 году ему была присуждена премия Пьера Бертона за популяризацию истории в средствах массовой информации. Мортон умер в сентябре 2019 года в возрасте 81 года у себя дома в Монреале, оставив после себя жену Гаэль, двоих родных и четырёх приёмных детей.